# الحرير المخملي (مسلسل)

## قصة المسلسل
فتاة اسمها زينة وهي ابنة رجل ثري يمتلك العديد من الأراضى الزراعية تعمل في قسم الحوادث والتحقيقات وتريد للحصول على الماجستير وهي بعمر 21 سنة، وتمر سنوات وتصبح زينة المرأة المتمرّدة لما تمتلكه من عزيمة وإصرار وثقة بالنفس، وتصبح أحد رموز المرأة الناجحة في المجتمع. 

## طاقم العمل
- مصطفى فهمي قام بدور (عبد الرحيم المخملي)
- داليا مصطفى قامت بدور (زينة المخملي)
- أحمد وفيق قام بدور (مرتضى السحار)
- هالة فاخر قامت بدور (عطيات)
- سامي مغاوري قام بدور (عبد الرازق)
- دنيا عبد العزيز قامت بدور (فاطمة)
- ولاء الشريف قامت بدور (رقية المخملي)
- شاهيستا سعد
- محمد المغربي قام بدور (بلال)
- شيريهان الشاذلي
- أحمد جمال سعيد قام بدور يوسف
- هالة مرزوق
- هاجر الشرنوبي
- كيرا الصباح
- محمد الصاوي
- إسلام جمال
- علاء قوقة
- محمد علي رزق
- يسرا المسعودي
- محمد درويش (ممثل)
- ساندي علي
- سامية عاطف
- مها أبو عوف
- رامي الطمباري قام بدور (زياد)
- أحمد سعيد عبدالغني قام بدور (محمود المخملي )
- كريم الحسيني
- يوسف الأسدي
- تيم هاني
- بسمة ماهر
- أحمد عثمان
- ماهر سليم
- محمد رضوان
- جمال يوسف
- شيماء عبيد
- عزوز عادل
- مروة عيد
- ياسمين سمير
- محمد يونس
- عزت زين
- رضوى جودة قامت بدور (الراهبة سارة)
- محمد عبدالجواد
- محمد البكري
- إيمان سالم قامت بدور (ام بكر )
- كريم عبدالعليم[5]

### تأليف
- أحمد أبو زيد توفيق (سيناريو وحوار)
- أميمة عز الدين (مؤلف الرواية)
- أمين جمال (إشراف على الكتابة)
- شادي أسعد (سيناريو وحوار)
- حمدي التايه (سيناريو وحوار)

### إخراج
- أحمد حسن (مخرج)

### إنتاج
- فيو (مشاركة في الإنتاج)